# استان سامورا
سامورا (به اسپانیایی: Zamora دراسپانیایی صدای ز وجود ندارد و z به صورت س تلفظ می‌شود) استانی در غرب اسپانیا، در غرب بخش خودمختار کاستیا-لئون است. 
این استان هم‌مرز با استان‌های اورنس، لئون، بالادولید، سالامانکا و کشور پرتغال است.
مرکز استان شهر سامُرا است. 
جمعیت این استان ۲۰۰٬۶۷۸ نفر است (۲۰۰۲) که از این میان یک سوم در شهر سامورا ساکن هستند. 
مساحت استان ۱۰٬۵۶۱کیلومتر مربع است و ۲۵۰ دهستان دارد.